# Pfirsichköpfchen
Das Pfirsichköpfchen (Agapornis fischeri), auch Fischers Unzertrennlicher, ist eine Art aus der Gattung der Unzertrennlichen. Sein Name geht auf den deutschen Afrikaforscher Gustav Fischer zurück. Gemeinsam mit den anderen Arten dieser Gattung sowie dem Graupapagei, den Langflügelpapageien, dem Halsbandsittich und den auf Madagaskar endemischen Vasapapageien zählt diese Art zu den typischen Papageienarten der Afrotropis.

## Erscheinungsbild
Pfirsichköpfchen erreichen eine Körperlänge bis zu 14 Zentimeter. Männchen wiegen 49 Gramm. Die Weibchen werden mit durchschnittlich 53 Gramm etwas schwerer. Die Art weist äußerlich keine eindeutigen Merkmale auf, die eine Geschlechtsbestimmung zuließe. Die Grundfarbe des Körpergefieders ist grün. Stirn, Wangen und Kehle sind orangerot gefärbt. Die Vorderbrust sowie der Halsansatz sind gelb. Die äußeren Schwanzfedern haben blaue Spitzen. Auch der Bürzel sowie die Oberschwanzdecken sind blau gefärbt. Der Schnabel ist leuchtend rot. Die Augen sind von einem weißen Augenring umgeben. Der Flug ist sehr schnell. Er ist oft begleitet von lauten Rufen, die die Papageien in schneller Folge von sich geben.

## Verbreitungsgebiet und Lebensraum

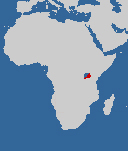
Verbreitungsgebiet

Pfirsichköpfchen besiedeln eine verhältnismäßig kleine Region in Tansania. Pfirsichköpfchen bevorzugen bewaldetes Grasland mit Akazien, Affenbrotbäumen und Commiphora auf 1100 bis 2200 m über dem Meeresspiegel und Felder im Westen des Verbreitungsgebiets. Sie leben im Süden und Südosten des Viktoriasees sowie auf den Inseln im Viktoriasee. 50 Kilometer weiter nördlich beginnt das Verbreitungsgebiet der Schwarzköpfchen. Die unterschiedlichen Vegetationsperioden verhindern eine Hybridisierung der beiden Arten. Pfirsichköpfchen sind außerdem in den Regionen um Daressalam und Tanga sowie in der Nähe von Mombasa, Nairobi, Naivasha und Isiola eingebürgert worden.
Der Lebensraum der Pfirsichköpfchen sind die Inlandplateaus dieser Region. Diese Savannengebiete in einer Höhenlage zwischen 1100 und 1700 Meter über Meer sind durch lange Trockenperioden gekennzeichnet. Der Brutbeginn der Pfirsichköpfchen ist abhängig vom Regenfall.

## Lebensweise
Pfirsichköpfchen fressen Samen, Früchte, Knospen, Beeren, frische Triebe sowie Grünpflanzen. Die Nahrung wird überwiegend am Boden aufgenommen. Während der Reifezeit von Mais- und Getreidefeldern decken sie häufig auch einen großen Teil ihres Nahrungsbedarfs auf landwirtschaftlichen Anbauflächen.
Pfirsichköpfchen zählen zu den Papageienarten, bei denen ein Balzverhalten erkennbar ist. Das Männchen und das Weibchen trippeln dabei auf dem Boden aufgeregt umher. Das Männchen fliegt dabei mehrfach auf, umfliegt das Weibchen halbkreisförmig und landet in der Nähe des Weibchens. Vom Männchen sind dabei klickende Balzlaute zu hören. Hastiges Kopfkratzen gehört ebenfalls zu den Balzhandlungen.
Das Weibchen signalisiert die Paarungsbereitschaft, indem es die Flügel ausbreitet und leicht aufwärts ausstellt. Der Kopf ist in den Nacken gelegt. Das Nest ist kobelförmig und besteht aus Zweigen, Rinde und anderen Pflanzenteilen, die vom Weibchen mit dem Schnabel eingetragen werden. Dies unterscheidet diese Art beispielsweise von den Rosenköpfchen und Bergpapageien, die das Nistmaterial, das sie eintragen, im Gefieder festklemmen.

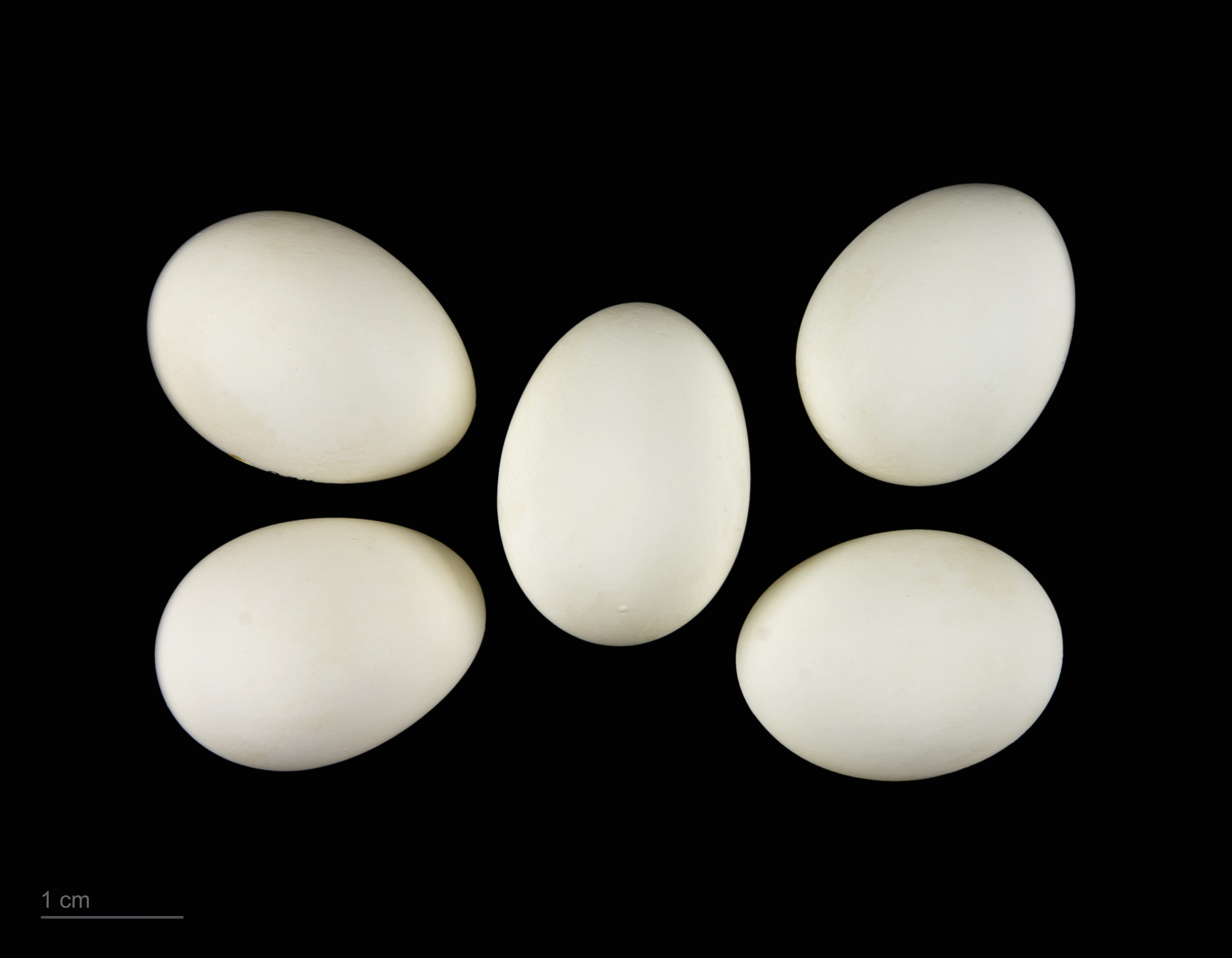
Eier von Agapornis fischeri

Das Gelege besteht in der Regel aus vier bis sechs Eiern. Die Eier werden ausschließlich vom Weibchen bebrütet. Die Brutzeit beträgt zwischen 21 und 23 Tagen. Die Jungvögel sind anfangs fleischfarben und mit orangefarbenen Dunen bedeckt. Sie öffnen erstmals die Augen nach 10 bis 12 Tagen. Sie verbleiben etwa 38 Tage im Nest. Weitere 14 Tage sind sie auf Fütterungen durch die Elternvögel angewiesen.

## Pfirsichköpfchen und Mensch

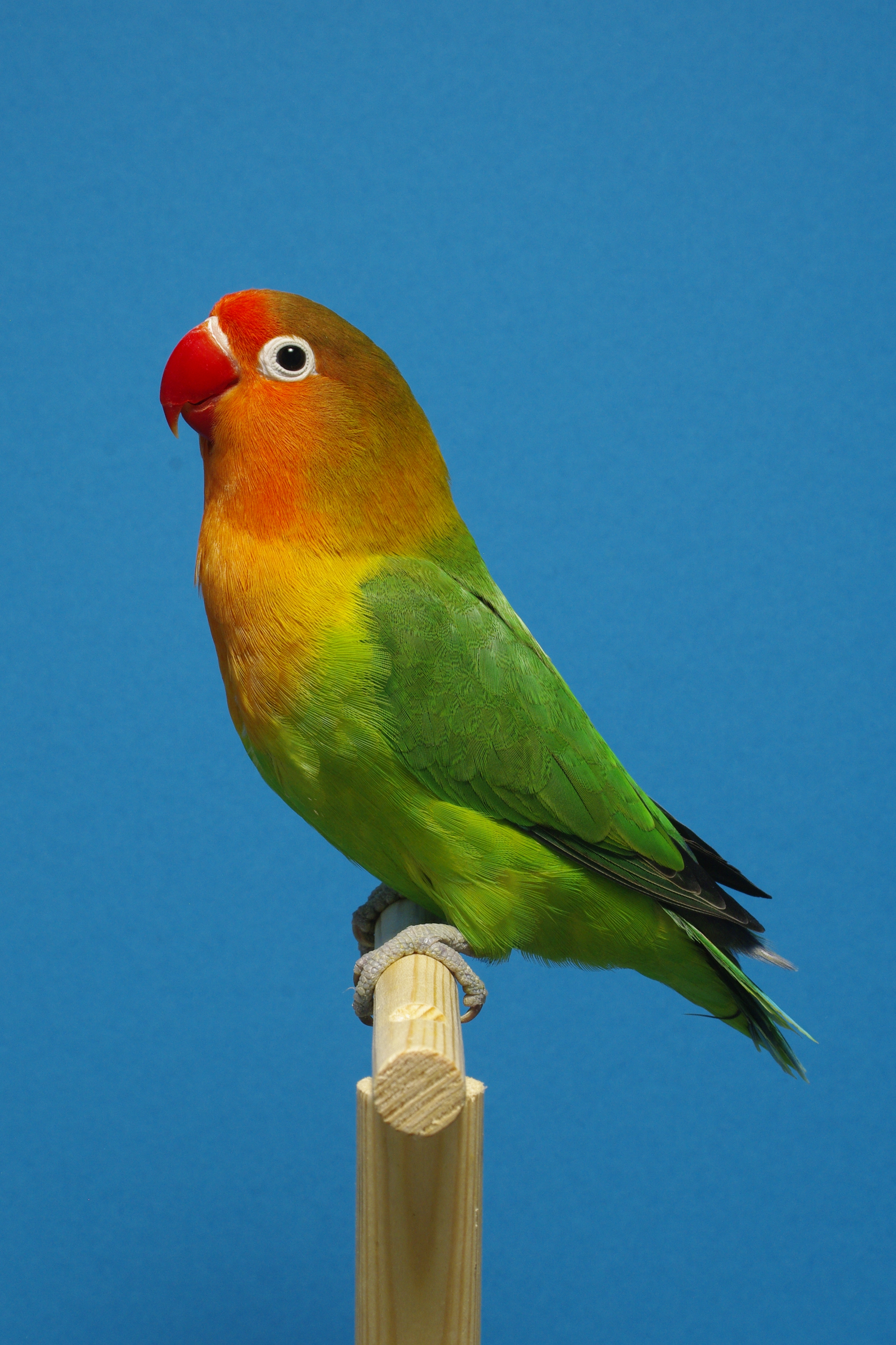
prämiertes Tier des Deutschen Kanarien- und Vogelzüchter-Bundes

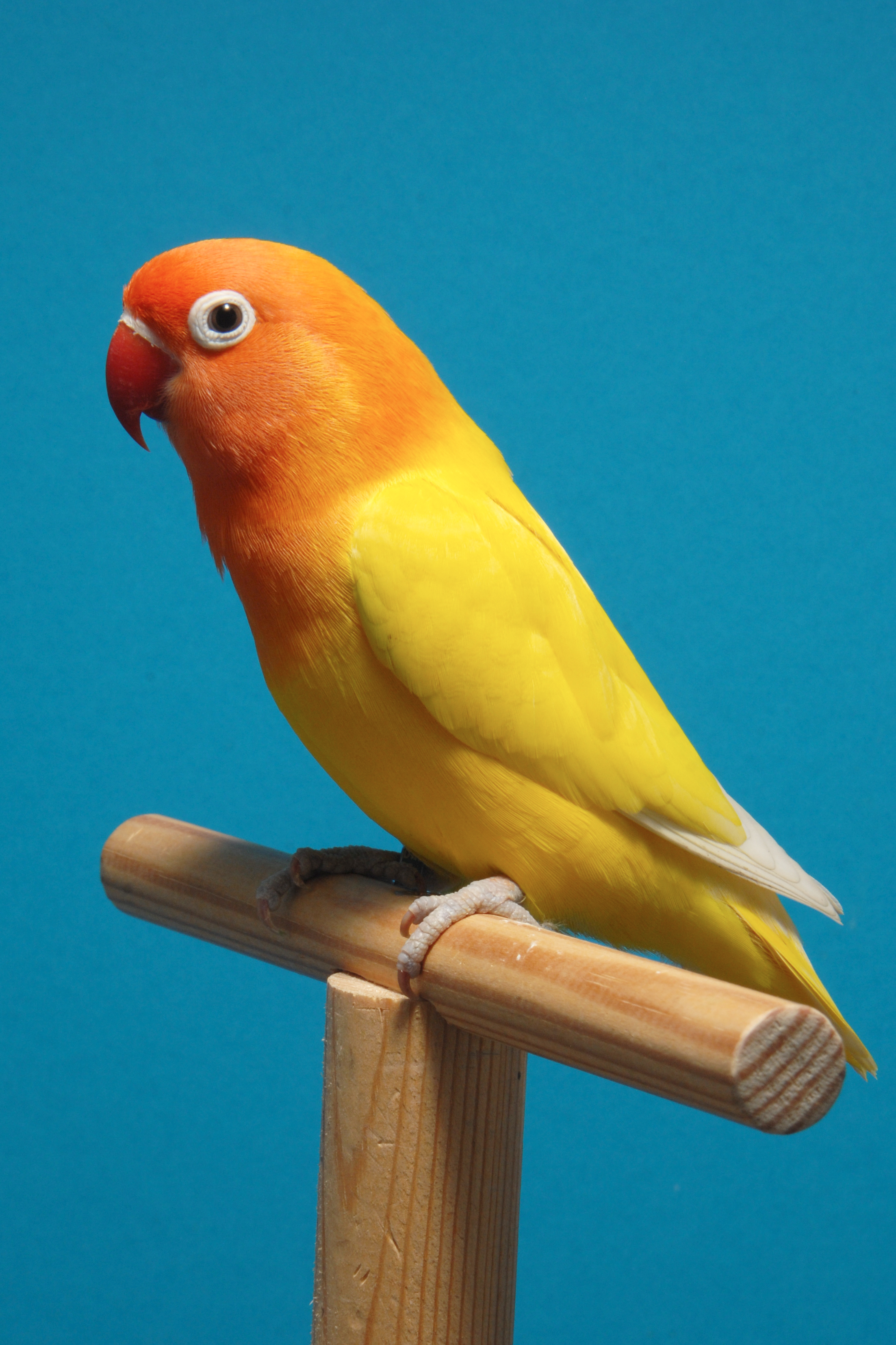
Gelbe Mutation des Pfirsichköpfchen, ausgestellt bei einer Meisterschaft des DKB

Die ersten Importe nach Europa gab es im Jahre 1926. Die erste Zucht gelang 1930 in Australien. Seitdem werden Pfirsichköpfchen häufig als Ziervogel gehalten. Pfirsichköpfchen wurden dabei in sehr großen Zahlen aus ihrem Ursprungsgebiet exportiert. Der Durchschnitt exportierter Tiere lag zwischen 1982 und 1990 bei jährlich 56.481 Tieren. Die Bestandszahlen von Pfirsichköpfchen in ihrem Verbreitungsgebiet werden allerdings lediglich auf eine Population zwischen 300.000 und etwas mehr als einer Million geschätzt. Insgesamt wurde zwischen 1982 und 1992 in Länder mit einer CITES-Mitgliedschaft zwischen 644.500 und 711.000 Pfirsichköpfchen importiert. Diese Zahl enthält nicht illegale Exporte oder Exporte in Länder, in denen keine CITES-Kontrolle stattfindet.
Es ist daher davon auszugehen, dass diese Massenexporte einen nachhaltig negativen Einfluss auf die Bestandszahlen hatten. Diese Exporte fanden statt, obwohl die Art in menschlicher Obhut einigermaßen einfach nachzuzüchten ist. Der Papageienexperte Werner Lantermann vermutet als Ursache für diese hohen Exportzahlen, dass die europäischen Züchter sich auf die Heranzucht von Farbmutationen konzentrierten, für die auch zeitweise attraktive Preise zu erzielen waren. Da diese Farbmutationen aber lebensschwach waren und kleinwüchsig blieben, bestand gleichzeitig eine hohe Nachfrage nach wildfarbenen Pfirsichköpfchen. Seit 1992 ist der Handel mit wildgefangenen Pfirsichköpfchen verboten. Lantermann weist darauf hin, dass seit dem Verbot des Imports verstärkt auf eine Arterhaltung durch Zucht geachtet wird.